# John Grigg (astronom)
John Grigg, novozelandski ljubiteljski astronom, * 4. junij 1838, London, Anglija, † 20. junij 1920, Thames, Nova Zelandija

## Življenje
Rodil se je v Londonu in se poročil z Emmo Mitchell. Bil je učitelj glasbe. V letu 1863 je emigriral na Novo Zelendijo in se naselil v Aucklandu. Žena mu je umrla v letu 1867 in se je ponovno poročil. Tudi druga žena mu je hitro umrla in se je poročil še tretjič.

## Delo
Zanimanje za astronomijo mu je vzbudil prehod Venere prek Sončeve ploskve. Pričel je sistematično iskati komete. Nekaj jih je tudi našel. V letu 1902 je odkril komet 26P/Grigg-Skjellerup. Naslednje leto je odkril še parabolični komet C/1903 H1 (Komet Grigg). Leta 1907 je soodkril še svoj zadnji komet C/1907 G1 (Komet Grigg-Mellish).